# Piotr Tymochowicz
Piotr Tymochowicz (ur. 6 czerwca 1963 w Warszawie) – polski doradca mediowy, specjalista ds. wizerunku i marketingu politycznego, konsultant w zakresie prowadzenia negocjacji, propagator metod teorii wywierania wpływu.
Autor koncepcji, takich jak m.in.: nowe ujęcie analizy transakcyjnej w zastosowaniu do analizy osobowościowej, model multitripleksowy, klasyfikacja taktyk i strategii negocjacyjnych oraz manipulacyjnych.
Prowadził firmę szkoleniową ICCE Greenpol, zajmującą się od 1988 szkoleniami interpersonalnymi, a w 2008 związał się ze Szkołą Transformacji we Wrocławiu.

## Życiorys
W latach 80. XX w. prowadził wraz z Krzysztofem Surgowtem telewizyjny program edukacyjny Halo komputer. Pod koniec lat 80. pracował też jako nauczyciel w LX Liceum Ogólnokształcącym im. Wojciecha Górskiego w Warszawie.
W latach 90. był doradcą m.in. Mariana Krzaklewskiego, pomagał także Michałowi Kamińskiemu. Przed wyborami w 2001 był także twórcą nowego, „niechłopskiego” wizerunku Andrzeja Leppera. Następnie doradzał Samoobronie RP. W tym okresie był także członkiem kilku popularnych sekt m.in. "Niebo" i "Antrovis" - jak sam twierdził, w celu "wyciągania ich członków z sekty".
Nakręcił z Marcelem Łozińskim telewizyjny film dokumentalny Jak to się robi? (2006), w którym pokazano mechanizmy tworzenia postaci medialnej z tzw. zwykłego człowieka. Zdjęcia do filmu trwały ponad trzy lata.
W 2010 został prezesem i udziałowcem spółki Infinity SA. Spółka miała stworzyć portal przechowujący i rozwijający informacje o jego użytkownikach oraz składający ich DNA w skarbcu szwajcarskiego banku. 16 lipca 2010, po debiucie spółki na rynku NewConnect, złożył rezygnację z pełnionej funkcji, twierdząc, że osiągnął wszystkie zaplanowane cele.
11 stycznia 2011 przystąpił do Ruchu Poparcia (partii przekształconej później w Ruch Palikota), jednak w maju 2012 zakończył współpracę z Januszem Palikotem i podjął współpracę z Sojuszem Lewicy Demokratycznej.
Wystąpił w pierwszym odcinku serialu dokumentalnego Tomasza Sekielskiego Teoria spisku – Śmierć w Samoobronie, wyemitowanym 5 października 2017 przez Fokus TV, w którym zwrócił uwagę na konieczność wznowienia śledztwa w sprawie samobójczej śmierci Andrzeja Leppera.
22 października 2017 został zatrzymany przez stołeczną policję w związku zarzutem rozpowszechniania dziecięcej pornografii. Od zatrzymania był tymczasowo aresztowany. 9 listopada 2018 został nieprawomocnym wyrokiem skazany na 3 lata pozbawienia wolności. 2 lipca 2020 Sąd Apelacyjny w Warszawie uznał apelację złożoną przez Piotra Tymochowicza i skierował sprawę do ponownego rozpoznania przez sąd pierwszej instancji, wytykając sędzi Magdalenie Garstce-Gliwa 25 przypadków poważnych błędów procesowych, których sąd pierwszej instancji dopuścił się podczas procesu, w tym brak prawa do obrony. Trzy lata później, 3 sierpnia 2023 r., warszawski sąd rejonowy uniewinnił Tymochowicza ze wszystkich postawionych mu zarzutów.

## Twórczość
- Biblia skuteczności, Wydawnictwo Trans, Wrocław 2007, ISBN 978-83-926330-0-6.
- Komunikat otwarty, Quadro.Academy, Cieszyn 2020
- Czarna księga manipulacji, Quadro Academy, Cieszyn 2020